# Croconema otti
Croconema otti is een rondwormensoort. De wetenschappelijke naam van de soort is voor het eerst geldig gepubliceerd in 1990 door Gourbault & Vincx.